# Distrito de Mi Perú
El distrito de Mi Perú es uno de los siete que conforman la provincia constitucional del Callao en el Perú. Inicialmente fue un asentamiento humano, luego un centro poblado y finalmente se convirtió en distrito con la promulgación de la ley N.º 30197 el 17 de mayo de 2014. Es hasta el momento el último distrito creado en la ciudad del Callao.
Desde el punto de vista jerárquico de la Iglesia católica, forma parte de la Diócesis del Callao.

## Historia
El distrito de Mi Perú nace el 6 de octubre de 1985, cuando el Gobierno Central implementa un programa de reubicación a las 22 familias que habían invadido el ex fundo Bocanegra y de la Huaca Garagay y el lugar fue determinado por una Comisión integrada por dirigentes y representantes del Pueblo con representantes del Gobierno.
De esa forma, las 22 familias reubicadas empiezan una nueva vida en Mi Perú y se van asentando en este, en un principio llamado por los primeros pobladores como "La Conquista del Desierto", ya que Mi Perú era una zona desértica. Se fue poblando paulatinamente, con una demarcación básica de lotes y manzanas realizada por ENACE y la cesión de estos lotes se realizó a través de sorteo, sector por sector; los primeros fueron los sectores A, B, C, D y E, posteriormente a fines de octubre se sortearon los sectores F, G, I, J y en los meses de enero y febrero se sorteó el Sector H; más adelante se han sorteado los sectores K y posteriormente los sectores M y N.
Tras el asentamiento de las familias, se fueron creando e instalando la Posta Médica, la Iglesia, los Colegios Manuel Seoane Corrales, Fe y Alegría, los clubes de madres y vasos de leche. Los servicios básicos se van obteniendo en forma progresiva, es así que el año 1993 se inaugura la electrificación y la instalación de los servicios de agua y desagüe posteriormente.
El 6 de octubre de 1994 Mi Perú es elevado a la categoría de Centro Poblado Menor denominada como "Nuestra Señora de las Mercedes, Mi Perú", en homenaje a la santa patrona de la ciudad. En consecuencia de este acontecimiento y de acuerdo a Ley le correspondía la creación de su propia municipalidad, aunque con facultades limitadas por su propio carácter de Centro Poblado. El 1 de enero de 1995, el ciudadano Carlos Chacaltana Muchaypiña es elegido como el primer Alcalde de "Mi Perú"; sin embargo, debido a los cuestionamientos de su gestión se convoca a consulta popular para elegir nuevas autoridades. Esta consulta se realiza a fines del año 1997, saliendo elegido en segunda vuelta el Sr. Reynaldo Encalada Tovar quien entra en funciones el 19 de enero de 1998. Luego sería elevado a la categoría de Centro Poblado y finalmente después de diez años de deseo se convierte en uno de los distritos del Callao, el 17 de mayo de 2014 con la promulgación de la ley N.º 30197.
El domingo 29 de noviembre de 2015 se realizan las primeras elecciones municipales en este distrito, mediante voto electrónico. La Oficina Nacional de Procesos Electorales (ONPE), a través de su jefe Mariano Cucho señaló que el ciudadano Reynaldo Encalada Tovar, candidato a la alcaldía de Mi Perú por Alianza para el Progreso, resultó ganador con el 30,6 % de los votos.

## Hitos y estructura urbana
El distrito de Mi Perú se caracteriza por estar conformado en su mayoría por asentamientos humanos, esparcidos a lo largo de su territorio. El distrito está conectado por la avenida Néstor Gambetta, haciendo conexión con la Panamericana Norte ubicada en el distrito de Puente Piedra.
Además, el distrito cuenta con un estadio municipal, varias instituciones educativas, algunos parques y un policlínico. También en el distrito se encuentra la sede de la Corte Superior de Justicia de Puente Piedra - Ventanilla, en el cruce de las avenidas Ayacucho y Arequipa, de igual manera se ubica una sede del Ministerio Público.

## Toponimia
Mi Perú fue fundado en el gobierno del presidente Alan García Pérez, en ese entonces estaba de moda la canción "Mi Perú" de los Hermanos Zañartu y Óscar Avilés, canción que le gustaba al Presidente García, al gustarle es así que en consulta con la población, se decide llamar a la nueva ciudad "Mi Perú".

## Sectores
En este distrito, la distribución urbana se caracteriza por tener en su zona central, además está dividido por sectores y en la zona periférica se ubican los asentamientos humanos
| Sector | Cantidad de Manzanas |
| ------ | -------------------- |
| A      | 18                   |
| B      | 18                   |
| C      | 18                   |
| D      | 18                   |
| E      | 13                   |
| F      | 16                   |
| G      | No aplica            |
| H      | 24                   |
| I      | 18                   |
| J      | 16                   |
| K      | 10                   |
| M      | 16                   |
| N      | 16                   |

## Alcaldes

### Distrito
| Periodo   | Alcalde                             | Partido Político         | DATO                  |
| --------- | ----------------------------------- | ------------------------ | --------------------- |
| 2016-2018 | Reynaldo Rodolfo Encalada Tovar     | Alianza para el Progreso | 1er Alcalde Distrital |
| 2019-2021 | Agustín Williams Santamaria Valdera | Movimiento Por Ti Callao | 2.º Alcalde Distrital |
| 2021-2022 | Jade Vega Vega                      | Movimiento Por Ti Callao | 3.ª Alcalde Distrital |
| 2023-2026 | Irvin Teodorico Chávez León         | Alianza para el Progreso | 4.º Alcalde Distrital |

### Centro Poblado
| Periodo   | Alcalde                         | Movimiento Político                                  |
| --------- | ------------------------------- | ---------------------------------------------------- |
| 1995-1998 | Carlos Chacaltana Muchaypiña    |                                                      |
| 1998-2007 | Reynaldo Rodolfo Encalada Tovar | Movimiento Independiente "Mi Perú es blanco y rojo". |
| 2007-2011 | Jorge Pretell Florián           | Movimiento Independiente "Pretell es Mi Perù"        |
| 2011-2015 | Reynaldo Rodolfo Encalada Tovar | Movimiento Independiente "Mi Perú es blanco y rojo". |